# Vägumeån
Vägumeån is een van de (relatief) kleine riviertjes die de Zweedse provincie Gotlands län rijk is. Het riviertje verzorgt de afwatering van een moeras ten oosten van Lärbro, een plaats van enige betekenis in de buurt. Het riviertje slibt langzaam dicht mede doordat ze ook dichtgroeit. De plaatselijke autoriteiten willen daarvan gebruikmaken om er een wetland van te maken. Dit is deels tegen de zin van de bewoners van het gehucht Vägume, alwaar bij hevige regenval de kelders onderstromen.